# United Press International
United Press International (UPI), formalment s'anomena "United Press Associations", és una agència de notícies internacional fundada l'any 1907. En el seu punt més àlgid tenia més de 6.000 mitjans de comunicació subscriptors. La seva rival durant uns 90 anys va ser als Estats Units l'agència de notícies Associated Press i a nivell mundial Reuters i Agence France-Presse..
De 1935 a 1955 va estar regida per Hugh Baillie (1890-1966).
L'any 1958 va absobir International News Service (INS).
La periodista Helen Thomas va ser la cara pública d'UPI de 1958 en endavant. A partir de 1982 va entrar en declivi arran de la seva venda a Scripps company. Walter Cronkite, va cobrir per UPI la informació sobre la Segona Guerra Mundial.
E.W. Scripps Company creada per E. W. Scripps (1854–1926), va controlar inicialment United Press fins a la seva absorció per la INS de William Randolph Hearst.
L'ny 2000, UPI va ser comprada per News World Communications, una empresa fundada el 1976 pel líder de Unification Church Sun Myung Moon.
Actualment mané una pàgina web i un servei de fotos amb un sumari de notícies anomenat "NewsTrack" que es fa en anglès, castellà i àrab.
L'oficina principal de UPI es troba a Washington, D.C.; manté oficines en cinc països més i fa servir periodistes freelance en algunes de les principals ciutats.